# Malimbe cul-roig
El malimbe cul-roig (Malimbus scutatus) és un ocell de la família dels ploceids (Ploceidae).

## Hàbitat i distribució
Habita boscos, vegetació secundària i terres de conreu a Sierra Leone, sud-est de Guinea, Libèria, Costa d'Ivori, Ghana, Benín, Nigèria i sud-oest de Camerun.